# Брайсон-Сити
Брайсон-Сити (англ. Bryson City) — город и административный центр (столица) округа Суэйн в штате Северная Каролина в Соединённых Штатах Америки.
Согласно результатам переписи населения США, проведённой в 2020 году, число жителей города составляло 1558 человек, что, для такого небольшого населённого пункта, существенно больше (+ 9,4%), чем было во время предыдущей переписи прошедшей в 2010 году (1424 человека).

## История
В доколумбову эпоху коренные народы Северной Америки жили и охотились вдоль реки Такасиджи, в окрестностях современного города Брайсон-Сити, почти 14 тысяч лет. Деревня Китува, которую чероки считали своей старейшей деревней и «материнским городом», располагалась вдоль реки Такасиджи. Древний курган и место поселения теперь снова находятся под контролем признанной на федеральном уровне Восточного союза индейцев чероки и считаются для индейцев священным местом. (Брайсон-Сити развивался ниже по течению).
Считается, что в 1567 году ората (младший вождь) из Китувы встретился с испанским исследователем Хуаном Пардо в долине реки Френч-Брод-Ривер к северу от него. Во время Войны за независимость США многие чероки вступили в союз с британцами, надеясь изгнать колонистов со своей территории. Американские солдаты сожгли и разрушили город Китува в 1776 году, но чероки продолжали проводить ежегодные церемониальные танцы на этом месте на протяжении всего XIX века.
С ростом населения в 1871 году, в эпоху Реконструкции Юга, округ Суэйн был образован из частей округов Джексон и Мейкон. Новые члены комиссии впервые встретились в магазине Клайна в Беар-Спрингс. Люси Энн (Рэби) Клайн согласилась продать несколько участков своей земли для создания административного центра округа. 
Первоначально известный как Чарльстон, административный центр округа имел Т-образную форму, образованную нынешними улицами Мэйн и Эверетт (последняя была названа в честь первого шерифа округа, Эппа Эверетта). Первое здание суда округа Суэйн было построено в 1874 году.
В 1889 году жители Чарльстона изменили название города на «Брайсон-Сити», чтобы отметить роль Таддеуса Брайсона (англ. Thaddeus Bryson) в его развитии и избежать путаницы, связанной с названием города Чарльстон в Южной Каролине.
Западная Северная Каролинская железная дорога проложила пути через Брайсон-Сити в 1884 году, значительно улучшив транспортное сообщение с ранее изолированным районом, что стимулировало развитие местной экономики. Банк Брайсон-Сити открылся в 1904 году. Нынешнее здание суда округа Суэйн было построено в 1908 году, заменив прежнее.
Национальный парк Грейт-Смоки-Маунтинс, основанный в 1933 году во время Великой депрессии, приносит округу Суэйн стабильный и значительный доход. Хорас Кепхарт, писатель и любитель активного отдыха, проживавший в Брайсон-Сити несколько лет, был одним из первых инициаторов создания парка. В части парка Дип-Крик, расположенной к северу от Брайсон-Сити, есть большой кемпинг и несколько начальных пешеходных троп. Главный восточный вход в парк расположен всего в нескольких милях к востоку от Брайсон-Сити.
Завершение строительства плотины Фонтана в 1944 году привело к образованию водохранилища, которое затопило единственную автомагистраль, соединяющую Брайсон-Сити с отдалённым районом гор Смоки-Маунтинс, известным как Северное побережье. Правительство США начало строительство новой автомагистрали в 1948 году, ныне известной как Лейквью-Драйв, но строительство шло медленно. К 1972 году было завершено всего 7 миль (11 км). Экологические и финансовые проблемы затормозили проект, и местные жители стали называть дорогу «Дорогой в никуда». В 2007 году Служба национальных парков США сочла строительство дороги нарушением генерального плана управления национальным парком Грейт-Смоки-Маунтинс и начала сотрудничество с округом Суэйн для поиска альтернативы.
В 2015 году в городе открылась первая местная FM-станция WTIJ-LP (100.7), которая транслирует местные и общенациональные проповеди и христианскую музыку. Станция принадлежит Христианской академии и осуществляет вещание в эфире и онлайн круглосуточно.

## География
Город со всех сторон окружен горами. На севере возвышаются Грейт-Смоки-Маунтинс, на юге — горы Коуи, а на востоке — горы Плотт-Балсамс. 
Город Брайсон-Сити расположен к западу от слияния реки Такасиджи, которая течет на запад от своего истока в горах на востоке, и реки Дип-Крик, которая течет на юг от своего истока около Ньюфаунд-Гэп в горах Грейт-Смоки-Маунтинс. Обогнув Парк острова Брайсон-Сити и пройдя через Брайсон-Сити, река Такасиджи течет на юго-запад ещё 19 км, прежде чем впасть в реку Литл-Теннесси. Озеро Фонтана, водохранилище Литл-Теннесси, занимает нижние 18 км реки Такасиджи.
В соответствии с данными указанными на сайте центрального статистического органа страны — Бюро переписи населения США, общая площадь города составляет 2,2 квадратных мили (5,7 км²), из которых 2,1 квадратных мили (5,4 км²) занимает суша, а 0,1 квадратных мили (0,26 км² или 5,33%) приходится на водную поверхность.